# Mike Baxter
Pour les articles homonymes, voir Baxter.
Michael Joseph Baxter (né le 7 décembre 1984 à Queens, New York, États-Unis) est un ancien voltigeur de la Ligue majeure de baseball.

## Carrière

### Padres de San Diego
Mike Baxter est repêché en 2005 au quatrième tour par les Padres de San Diego.
Il fait ses débuts dans les majeures avec les Padres le 6 septembre 2010. Il réussit son premier coup sûr dans les majeures le 26 septembre 2010 contre le lanceur Francisco Cordero des Reds de Cincinnati.

### Mets de New York
Il joue en ligues mineures dans l'organisation des Padres pour récupérer d'une opération au pouce gauche subie le 28 mars 2011 lorsqu'il est réclamé au ballottage par les Mets de New York le 22 juillet. Il apparaît dans 22 parties des Mets en 2011 et frappe le 28 septembre son premier coup de circuit dans les majeures, face au lanceur des Reds de Cincinnati Edinson Volquez.

### Dodgers de Los Angeles
Le 17 octobre 2013, les Mets perdent Baxter lorsqu'il est réclamé au ballottage par les Dodgers de Los Angeles. Il ne joue que 4 matchs pour les Dodgers en 2014.

### Cubs de Chicago
En janvier 2015, il rejoint les Cubs de Chicago. Il maintient une moyenne au bâton de ,246 en 34 matchs des Cubs au cours de la saison 2015.

### Mariners de Seattle
En décembre 2015, il signe un contrat des ligues mineures avec les Mariners de Seattle.